# Жалерак
Жалера́к (фр. и окс. Jaleyrac) — коммуна во Франции, находится в регионе Овернь. Департамент — Канталь. Входит в состав кантона Морьяк. Округ коммуны — Морьяк.
Код INSEE коммуны — 15079.
Коммуна расположена приблизительно в 400 км к югу от Парижа, в 80 км юго-западнее Клермон-Феррана, в 39 км к северу от Орийака.

## Население
Население коммуны на 2008 год составляло 374 человека.
| 1962 | 1968 | 1975 | 1982 | 1990 | 1999 | 2008 |
| ---- | ---- | ---- | ---- | ---- | ---- | ---- |
| 322  | 297  | 277  | 261  | 347  | 374  | 374  |

## Экономика
В 2007 году среди 238 человек в трудоспособном возрасте (15—64 лет) 178 были экономически активными, 60 — неактивными (показатель активности — 74,8 %, в 1999 году было 59,7 %). Из 178 активных работали 159 человек (91 мужчина и 68 женщин), безработных было 19 (10 мужчин и 9 женщин). Среди 60 неактивных 15 человек были учениками или студентами, 22 — пенсионерами, 23 были неактивными по другим причинам.

## Достопримечательности
- Виадук Мар (1893 год). Памятник истории с 2006 года[3]
- Церковь Сен-Мартен (XII век). Памятник истории с 1925 года[4]

## Фотогалерея

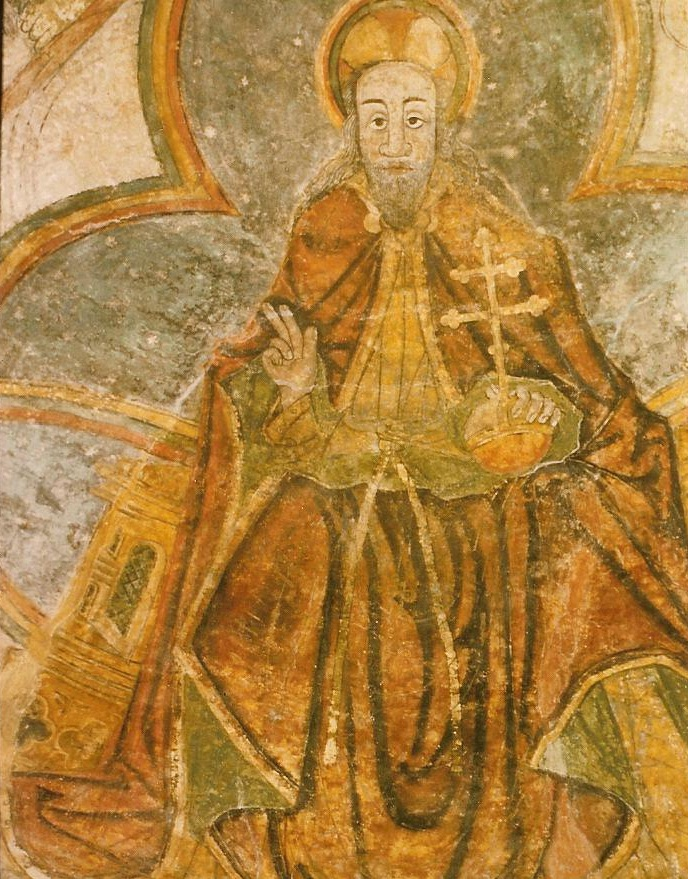
Фреска церкви Сен-Мартен
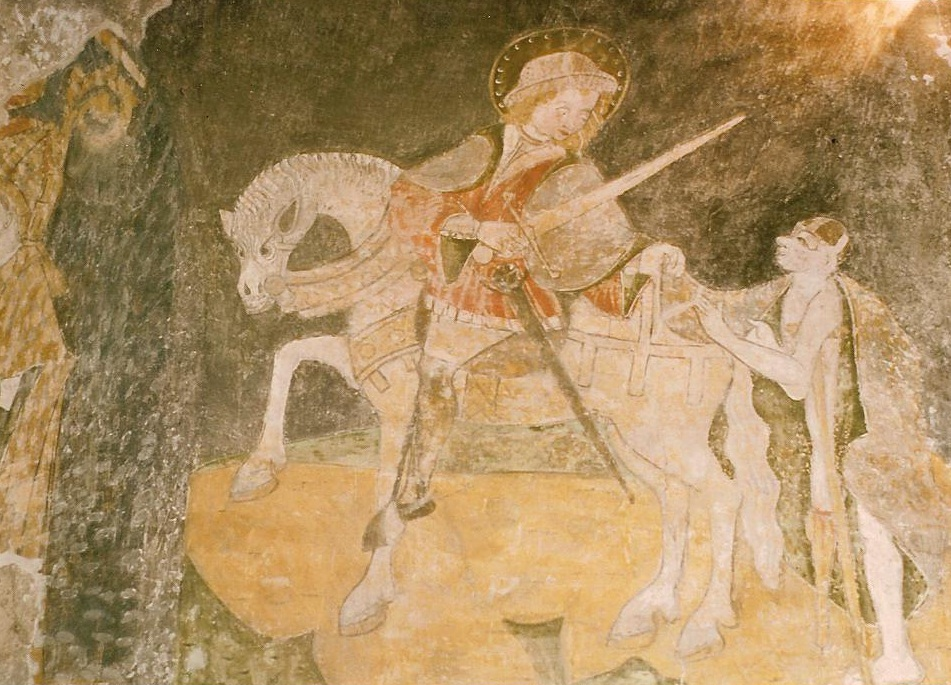
Фреска церкви Сен-Мартен
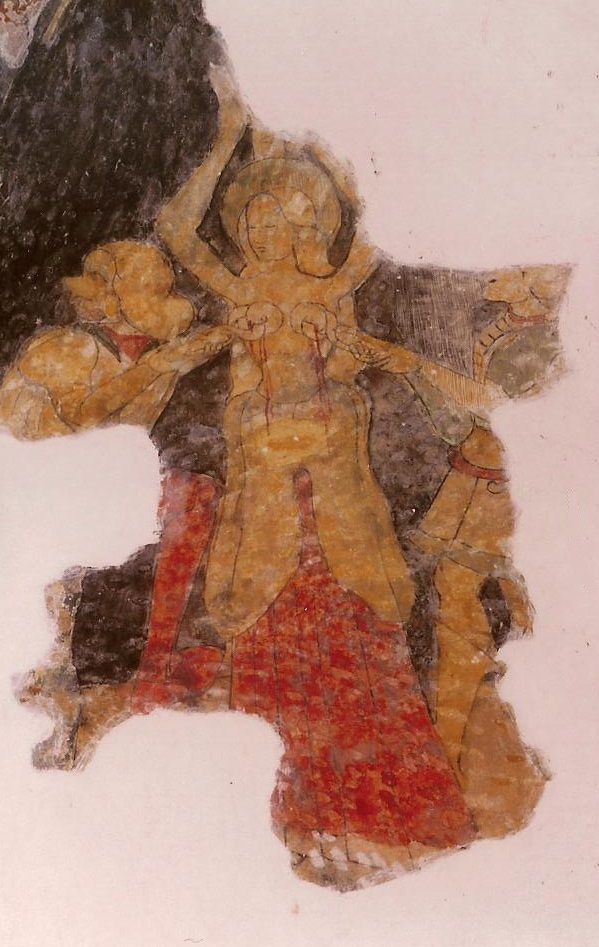
Фреска церкви Сен-Мартен
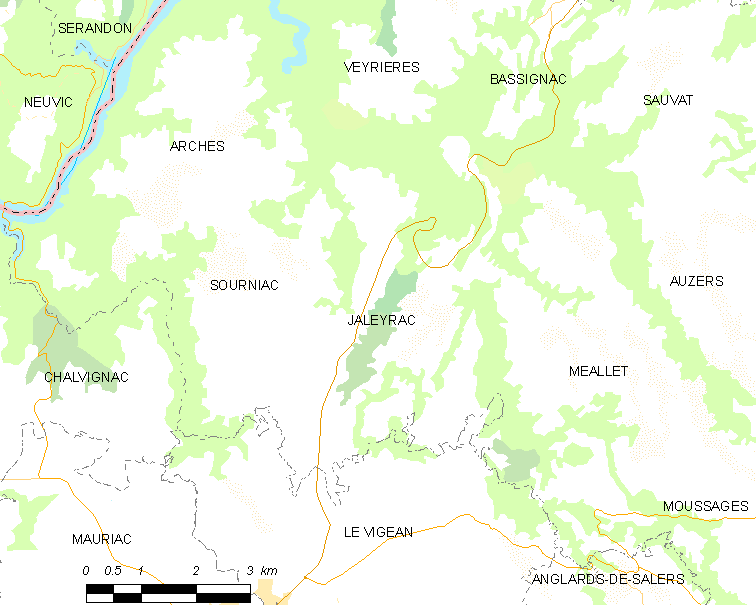
Карта коммуны